# Valentinianus I
Valentinianus I (tiếng Latinh: Augustus Flavius Valentinianus; 321-17 tháng 11 năm 375), cũng gọi là Valentinianus Đại đế, Ông là Hoàng đế La Mã từ năm 364-375. Sau khi trở thành hoàng đế ông, em trai của ông hoàng đế Valens được phong làm đồng hoàng đế với ông, giúp ông cai trị của các tỉnh miền đông, trong khi Valentinianus giữ lại phía tây.
Trong suốt triều đại của ông, Valentinianus đã thành công trong việc chống lại người Alamanni, Quadi, và Sarmatia. Đáng chú ý nhất là chiến thắng của ông trước người Alamanni vào năm 367 trong trận Solicinium. Vị tướng tài của ông là Theodosius Già đã đánh bại một cuộc nổi dậy ở châu Phi và Đại âm mưu, một cuộc tấn công phối hợp vào nước Anh bởi người Pict, Scot, và Saxon. Valentinianus cũng là vị hoàng đế cuối cùng tiến hành các chiến dịch vượt qua các con sông Rhine và Danube. Ông xây dựng lại và cải tiến các công sự dọc theo biên giới - ngay cả việc xây dựng pháo đài trong lãnh thổ đối phương.
Do sự thành công của triều đại của ông và gần như ngay lập tức đế quốc suy sụp sau khi ông mất, ông thường được coi là "hoàng đế vĩ đại cuối cùng của phía tây". Ông sáng lập ra nhà Valentinianus, với các con trai của ông Gratianus và Valentinianus II kế vị ông ở nửa phía Tây của đế quốc.

## Thời niên thiếu
Valentinianus sinh năm 321  tại Cibalae ở miền nam Pannonia (ngày nay là Croatia) trong một gia đình gốc Illyria. Ông và em trai của ông Valens, là các con trai của Gratianus Cả, một vị tướng nổi tiếng dưới triều đại của Constans. Ông và người em trai lớn lên trên đất đai của gia tộc, tại đó họ đã được giáo dục nhiều môn học, bao gồm các hội họa và điêu khắc  Valentinianus gia nhập quân đội trong suốt thời trai trẻ của mình và trong năm 340 ông đi theo cha mình -. Người vừa được bổ nhiệm làm Comes Africae - ở châu Phi. Sau đó, ông đã đi đến nước Anh khi cha ông được thăng chức Comes Britanniarum. Sau khi thôi giữ chức này, Gratianus lui về vùng đất của gia đình ở Cibalae, trong khi Valentinianus có lẽ là được phái đến một nơi nào đó dọc theo biên giới Rhine hoặc Danube.
Năm 350, Constans đã bị ám sát bởi những kẻ đại diện cho kẻ cướp ngôi Magnentius, một chỉ huy ở Gaul được tuyên bố làm hoàng đế bởi binh sĩ của mình. Constantius II, anh trai của Constans và là hoàng đế ở phía đông, kịp thời đối phó với Magnentius bằng một đội quân lớn. Năm sau hai vị hoàng đế đã giao tranh tại Pannonia. Trận Mursa Chính tiếp theo dẫn đến một chiến thắng với thương vong nặng nề cho Constantius. Hai năm sau ông đã đánh bại Magnentius một lần nữa ở miền nam Gaul trong trận Mons Seleucus. Magnentius, bây giờ nhận ra những vô ích của việc tiếp tục cuộc nổi dậy của ông, tự tử vào tháng 8 năm đó, và lúc này Constantius là vị vua duy nhất của đế quốc. Vào khoảng thời gian này, Constantius tịch thu tài sản của Gratianus, được cho là do ông đã thể hiện sự hiếu khách với Magnentius khi ông ta ở Pannonia Mặc dù cha ông bị thất sủng, Valentinianus không có vẻ đã bị ảnh hưởng trong thời gian này, không có điều gì cho thấy rằng ông từng chiến đấu cho kẻ cướp ngôi này.

## Phục vụ dưới thời Constantius và Julianus
Cuộc nội chiến đã làm trầm trọng thêm tình trạng thiếu nguồn nhân lực -trên 70.000 binh lính La Mã đã chết trong cuộc nội chiến. Đây là số quân cần thiết cho việc phòng thủ biên giới, điều này cho phép dân Alamanni và Frank tận dụng lợi thế từ tình hình này và vượt qua sông Rhine, chiếm lấy một số khu định cư quan trọng và công sự. Năm 354, Constantius tiến hành chiến dịch chống lại người Alamanni không đạt được thành công nào đáng kể, quyền lực của hoàng đế ở Thượng Germania và Gaul đã nhanh chóng xấu đi trông thấy. Năm 355, cảm thấy cuộc khủng hoảng của đế quốc vẫn còn quá nhiều cho một hoàng đế để có thể xử lý, Constantius phong cho Julianius em họ của mình đến cấp bậc của Caesar. Constantius bây giờ phối hợp quân sự từ Mediolanum tại Ý, giao lại việc bảo vệ Gaul cho Julianus và cấp dưới. Valentinianus đã tham gia quân đội của Julianus trong năm năm tiếp theo,và đã chứng tỏ mình là một người lính và một vị tướng có tài.
Trong hai năm tiếp theo, Valentinianus chiến đấu với người Alamanni ở Gaul cùng với quân đội của Julianus, mặc dù địa điểm và những việc làm của ông lúc đó là không chắc chắn. Tuy nhiên, ông có thể đã chiến đấu cho Julianus trong chiến thắng quyết định trước dân Alamanni năm 357 trong trận Argentoratum - vì Valentinianus sau đó đã được thăng chức quan bảo dân của kỵ binh.
Đến cuối năm, Julianus đã có thể đánh đuổi phần lớn người Alamanni trở lại bên kia sông Rhine, và ngay sau đó ông ta vượt sông tiến vào lãnh thổ của họ. Valentinianus chắc chắn đã tham gia cuộc phản công này, ông có được những kinh nghiệm giá trị trong khu vực đó sẽ là rất quan trọng trong những chiến dịch tương lai của ông. Quân La Mã đã thiêu rụi nhiều khu định cư của người man rợ, và chinh phục một số bộ lạc Alamanni nhỏ ở Agri Decumates buộc họ phải cống nạp. Julianus sau đó có thể đã thiết lập một thỏa thuận đình chiến trong tháng mười với người Alamanni, và vượt qua sông Rhine về nơi trú đông.
Năm 358, Julianus đã tiến hành một chiến dịch quyết định chống lại người Frank, những người đã đột kích vùng Hạ Germania trong nhiều năm. Vượt qua vùng hạ lưu sông Rhine, quân đội nhanh chóng đánh bại những bộ lạc Chamavi và Salii của người Frank, chinh phục buộc họ phải cống nạp. Cuối năm đó ông ta vượt qua sông Rhine một lần nữa tại Moguntiacum tiến vào lãnh thổ của người Alamanni, buộc hai vị vua có quyền lực nhất đến đầu hàng. Năm 359, ông đã hành quân qua vùng đất của những người cống nạp, tàn phá vùng đất của các vị vua Alammani khác, những người đã thoát khỏi ông ta ở Argentoratum, tiếp nhận sự đầu hàng của họ. Valentinianus đã chứng tỏ là một chỉ huy kỵ binh tài giỏi trong những cuộc tàn phá khắp vùng Rhine, cũng như sự mạnh mẽ và lòng can đảm tuyệt vời khi cùng ngồi với những người lính. Trong cùng năm đó, con trai cả của ông Gratianus được sinh ra tại Sirmium ở Panonnia, với người vợ đầu Marina Severa của ông, không xa thị trấn quê nhà của gia đình. Trong mùa đông, Valentinianus được triệu đến bởi Constantius để phục vụ ông ta ở phía đông, nhằm hỗ trợ các chiến dịch chống lại người Ba Tư.
Sự tham gia của ông ở phía đông là không rõ, nhưng ông được thăng lên cấp bậc của quan bảo dân cùng năm trong quân đội Constantius. Quan hệ giữa Constantius và Julianus luôn căng thẳng, sau này đã trở nên phổ biến với quân đội - trong việc giao nộp ex manubiis (từ các chiến lợi phẩm của chiến tranh) sau mỗi chiến dịch. Một cuộc nội chiến gần như đã nổ ra sau chiến thắng nổi tiếng của Julianus năm 357, khi quân đội của ông ca ngợi ông là Augustus -ngang bằng với Constantius - mặc dù Julianus từ chố sự tôn vinh này. Tuy nhiên, quan hệ của họ vẫn còn bị suy thoái, và trong năm 360 khi Constantius yêu cầu Julianus gửi đội quân của ông từ quân đội ở Gaul.
Quân đội tuyên bố ông ta là Augustus một lần nữa, yêu cầu ông đi đến chiến tranh chống lại Constantius - nếu không họ sẽ làm như vậy mà không có ông. Julianus, bây giờ cảm thấy là thời điểm tốt để khẳng định vị trí của mình, vui vẻ chấp nhận. Trong một thời gian tạm dừng cuộc chiến tranh chống lại người Ba Tư, Constantius tiến về phía tây với quân đội của mình, hy vọng cuộc chiến này sẽ tương tự như với Magnentius. Trước khi ông rời Antioch, ông ta cắt chức Valentinianus- do ông là một sĩ quan trung thành với Julianus có thể dễ dàng làm suy yếu chiến dịch. Tuy nhiên, trước khi hai đội quân có thể gặp ở Pannonia, Constantius lâm bệnh và qua đời vào cuối năm 361. Constantius đã chết mà không có con kế vị, nhưng dường như tuyên bố của Julianus, là thành viên cuối cùng của triều đại Constantinianus, kế vị ông -nhằm ngăn chặn bất kỳ cuộc khủng hoảng kế tiếp.
Không giống như gia đình Constantinus, Julianus từ chối Thiên Chúa giáo, thiên về truyền thống đa thần giáo La Mã. Ông đã dành năm đầu tiên của ông làm hoàng đế để cố gắng khôi phục lại các tôn giáo cũ. Valentinianus, một tín đồ Kitô, dẫu vậy đang sống lưu vong ở Thebes, Ai Cập trong hai năm. Julianus triệu hồi ông trong năm 363 để phục vụ trong chiến dịch Ba Tư của ông ta sắp tới, mặc dù vai trò của Valentinianus hoặc đóng góp không được biết. Julianus tiến quân từ Antioch vào Tháng ba năm 363, chỉ huy một đội quân lớn - có lẽ khoảng 85.000 người. Chiến dịch đã bắt đầu thành công, quân đội tiến đến thủ đô Ba Tư, Ctesiphon mà không gặp trở ngại nào. Trận Ctesiphon bên ngoài thành phố là một chiến thắng cho Julianus, ông ta đánh đuổi binh sĩ kẻ thù trở lại đằng sau những bức tường. Ctesiphon vốn rất vững chắc, một cuộc bao vây sẽ đòi hỏi thời gian và thiết bị cần thiết - hai điều quân đội La Mã thiếu vào lúc này. Kế hoạch ban đầu của Julianus đã đánh bại vua Ba Tư Shapur II và quân đội chính của ông, thì có lẽ bỏ qua Ctesiphon, hoặc tạo điều kiện cho một nền hòa bình có lợi. Đây không phải là tình cảnh của Julianus và quân đội của ông đang phải đối mặt. Ông đã ở bên ngoài thủ đô và ở sâu trong lãnh thổ đối phương, các con đường tiếp viện của ông liên tục bị quấy rối bởi các cuộc tấn công của đối phương.Tin báo đã được lan truyền rằng vua Ba Tư đang hành quân nhanh chóng với đội quân chủ lực của mình. Bây giờ dường như bị mắc kẹt, Julianus đã quyết định rút về phía tây bắc cùng một lúc. Tuy nhiên, Trước khi quân đội có thể trở về lãnh thổ La Mã, nó bị một lực lượng khá lớn của Ba Tư chặn chúng. Kết quả của trận Samarra là bất phân thắng bại, nhưng Julianus bị tử thương và chết ngay sau đó.
Ngay khi tin về cái chết của Julianus lan truyền, quân đội vội vàng tuyên bố một vị tướng của nó, Jovianus, làm hoàng đế. Quân đội vẫn thấy họ bị bao vây bởi các cuộc tấn công của Ba Tư, buộc Jovianus chấp nhận điều khoản hòa bình nhục nhã. Người La Mã đã để mất một vùng đất lớn ở biên giới phía đông, khiến cho Jovianus bị quân đội ghét bỏ. Trong suốt triều đại của Jovianus, Valentinianus được thăng lên chức quan bảo dân của một trung đoàn Scutarii (lực lượng tinh nhuệ), và đã được cử đến Ancyra. Triều đại của Jovianus rất ngắn ngủi - chỉ tám tháng - và trước khi ông ta thậm chí có thể củng cố vị trí của mình ở Constantinopolis, ông đã chết trên đường giữa Ancyra và Nicaea. Cái chết của ông là do ngộ độc hoặc một vụ ám sát. Jovianus chủ yếu được nhớ đến vì đã khôi phục lại Thiên Chúa giáo về vị trí của nó trước đây.
Quân đội tiến quân đến Nicaea, và một cuộc họp của các quan chức dân sự và quân sự được triệu tập để chọn một vị hoàng đế mới. Hai cái tên đã được đề xuất: Aequitius, một quan bảo dân của lực lượng Scutarii đầu tiên, và Januarius, một người có họ hàng với Jovianus, phụ trách vật tư quân đội ở Illyricum. Cả hai đều bị từ chối; Aequitius là quá hung bạo và thô lỗ  Januarius thì quá xa  Cuối cùng tất cả đồng ý chọn Valentinianus và gửi đại sứ tới thông báo cho ông, lúc này đang ở Ancyra.

## Hoàng đế

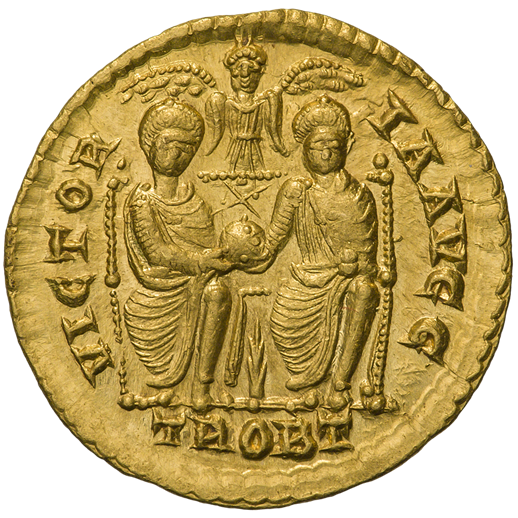
Hai vị hoàng đế, Valen và Valentianus I, được mô tả là đang đăng quang ngôi vị hoàng đế ở mặt sau một đồng solidus của Valen cùng dòng chữ victoria. Họ cùng nhau cầm một quả cầu thánh giá, tượng trưng cho quyền uy của hoàng đế.

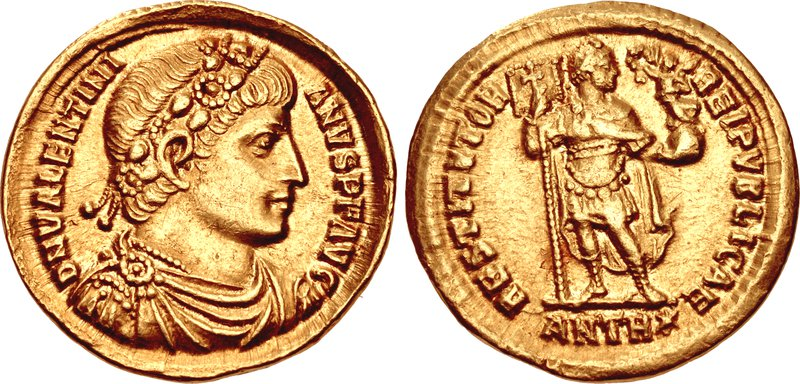
Đồng solidus của Valentianus I đúc năm 365 tại Antioch. Mặt trước là chân dung ông đội vòng hoa cùng dòng chữ DN VALENTINI-ANVS PF AVG. Mặt sau là hình ông đang đứng cầm quả cầu chữ thập chiến thắng ở tay phải và cờ chữ thập ở tay trái cùng dòng chữ RESTITVTOR REPVBLICAE.

Valentinianus chọn Valens, em trai của ông là đồng Augustus ở Constantinopolis vào ngày 28 tháng 3 năm 364. Điều này đã được tiến hành bất chấp sự phản đối của Dagalaifus, Magister equitum. Ammianus gji lại rõ ràng rằng Valens đã là cấp dưới của anh trai mình. Phần còn lại của năm 364 được ông dành để chỉ định các chức vụ hành chính và quân sự. Valentinianus giữ lại sự phục vụ của Dagalaifus và thăng chức cho Aequitius trở thành Comes Illyricum. Valens đã được giao cho chức trưởng quan của phương đông, chi phối bởi trưởng quan Salutius. Valentinianus chiếm quyền kiểm soát của Ý, Gaul, châu Phi, và Illyricum. Valens đóng đô ở Constantinopolis, trong khi triều đình của Valentinianus nằm tại Milan.

### Những chiến dịch ở Gaul và Germania
Trong năm 365, người Alamanni vượt qua sông Rhine và chiếm Gaul. Đồng thời, Procopius -một thành viên cuối cùng của triều đại Constantinianus - bắt đầu cuộc nổi loạn chống lại Valens ở phía đông. Theo Ammianus, Valentinianus nhận được tin tức về cả người Alamanni và cuộc nổi loạn Procopius vào ngày 01 Tháng 11, trong khi trên đường đến Paris. Ban đầu ông phái Dagalaifus tới chống lại dân Alamanni  trong khi ông chuẩn bị hành quân về phía đông và giúp Valens. Sau khi nhận được lời khuyên từ triều thần và đoàn đại biểu đến từ các thành phố Gaul quan trọng cầu xin ông ở lại và bảo vệ Gaul, ông quyết định vẫn ở Gaul và chiến đấu với người Alamanni. Valentinianus tiến đến Durocortorum và phái hai tướng, Charietto và Severianus, chống lại những kẻ xâm lược  Cả hai tướng đã nhanh chóng bị đánh bại và giết chết. Năm 366, Dagalaifus đã được phái đến chống dân Alamanni nhưng ông cũng không hiệu quả. Vào giai đoạn cuối của cuộc chiến, Dagalaifus đã được thay thế bởi Jovinus, một vị tướng từ triều đình của Valentinianus. Sau nhiều trận đánh Jovinus đã đánh đuổi dân Alamanni ra khỏi Gaul và được trao chức chấp chính quan cho những nỗ lực của mình.
Vào đầu năm 367, Valentinianus đã bị phân tâm khi chuẩn bị phát động một cuộc viễn chinh mang tính trừng phạt chống dân Alamanni bởi cuộc khủng hoảng ở Anh và bắc Gaul. Dân Alamanni lại nhanh chóng vượt qua sông Rhine và cướp bóc Moguntiacum. Valentinianus thành công trong việc sắp xếp vụ ám sát Vithicabius, một vị vua Alamanni, nhưng Valentinianus đã quyết tâm hơn để buộc dân Alamanni khuất phục quyền bá chủ của La Mã. Valentinianus đã dành toàn bộ mùa đông của năm 367 tập hợp một đội quân lớn cho một cuộc tấn công mùa xuân. Ông triệu tập Comes Italiae là Sebastianus, cùng với quân đội của Ý và Illyria, cũng như Jovinus và Severus, Magister peditum. Mùa xuân năm 368, Valentinianus, cùng cậu con trai 8 tuổi Gratianus của mình và quân đội vượt sông Rhine và tiến vào lãnh thổ Alamanni. Họ không gặp phải bất kỳ sự kháng cự vào ban đầu - đốt cháy bất kỳ nhà ở hoặc kho thực phẩm họ thấy trên đường đi. Cuối cùng, Valentinianus đã giao chiến với người Alamanni trong trận Solicinium;Những người La Mã đã chiến thắng nhưng bị tổn thất nặng nề  Một nền hòa bình tạm thời đã đạt được và Valentinianus trở lại Trier để trú đông  Trong thời gian năm 369, Valentinianus ra lệnh xây mới các công trình phòng thủ và cấu trúc cũ được sửa chữa lại dọc theo chiều dài của bờ Tây sông Rhine. Ông táo bạo ra lệnh xây dựng một pháo đài trên sông Rhine tại vùng núi gần Heidelberg ngày nay  Dân Alamanni gửi sứ thần để phản đối, nhưng yêu cầu của họ đã bị bác bỏ. Người Alamanni tấn công pháo đài trong khi nó vẫn còn được xây dựng và phá hủy nó.

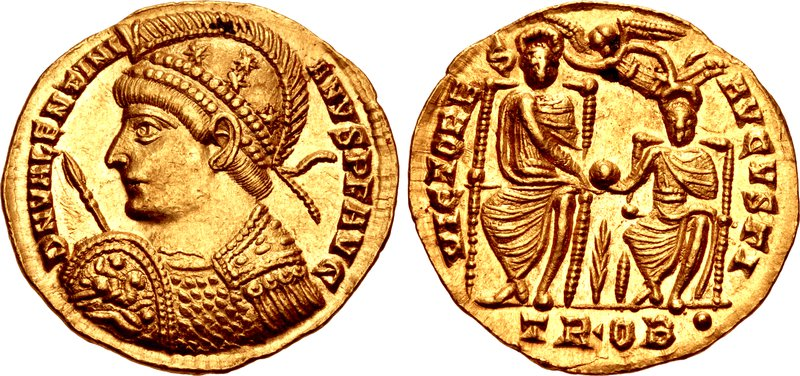
Đồng solidus của Valentianus đúc năm 370 tại Treveri. Mặt trước mô tả chân dung của Valentinian I nằm ở giữa đang đội vương niệm trong quân phục quân đội cùng dòng chữ D N VALENTINI-ANVS P F AVG. Mặt sau mô tả cảnh Valentianus cùng Gratianuscùng nhau cầm một quả cầu thập tự, với dòng chữ trên mặt này là VICTORE-S AVGVSTI.

Năm 370 người Saxon tiếp tục các cuộc tấn công của họ vào miền bắc xứ Gaul. Nannienus, viên tướng phụ trách quân đội ở miền bắc Gaul, đã kêu gọi Severus đến tiếp viện cho mình. Sau khi một số thành công khiêm tốn, một thỏa thuận đình chiến đã được kêu gọi và người Saxons đã giao nộp cho người La Mã những người thanh niên trẻ phù hợp để phục vụ trong quân đội La Mã nhằm đổi lại con đường trở về quê hương của họ. Người La Mã thích được thoát khỏi kẻ thù Saxon lúc này hơn là để lại hậu họa - phản bội họ, phục kích và giết chết tất cả.
Valentinianus trong khi đó đã cố gắng thuyết phục người Burgundy - kẻ thù truyền kiếp của dân Alamanni - để họ tấn công Macrian, một vị tù trưởng hùng mạnh của dân Alamanni. Nếu người Alamanni cố gắng chạy trốn, Valentinianus sẽ chờ đợi cho họ với quân đội của ông. Đàm phán với người Burgundy bị phá vỡ khi Valentinianus, từ chối gặp mặt các đại sứ Burgundy và đảm bảo an toàn cá nhân của họ với sự hỗ trợ của người La Mã. Tuy nhiên, tin đồn về một liên minh La Mã với người Burgundy đã có hiệu ứng reo rắc nỗi sợ hãi cho người Alamanni về một cuộc tấn công sắp xảy ra từ kẻ thù của họ. Sự kiện này cho phép Magister equitum Theodosius tấn công người Alamanni từ Raetia - bắt nhiều tù binh Alamanni. Những người Alamanni bị bắt được định cư trong thung lũng sông Po ở Ý, nơi họ vẫn còn sống ở đó vào thời gian Ammianus viết tác phẩm lịch sử của mình.

Valentinianus tiếp tục tiến hành chiến dịch không thành công trong bốn năm nữa nhằm đánh bại Macrian mặc dù năm 372, ông ta gần như suýt bị bắt bởi Theodosius. Trong khi đó, Valentinianus tiếp tục tuyển dụng rất nhiều người Alamanni thân thiện với Rome. Ông đã phái vua Alamanni, Fraomarius, cùng với quân đội Alamanni chỉ huy bởi Bitheridius và Hortarius, đến Anh để bổ sung quân đội đóng ở đó. Chiến dịch Alamanni của Valentinianus, tuy nhiên, đã bị cản trở bởi những rắc rối đầu tiên ở châu Phi, và sau đó là trên sông Danube. Năm 374, Valentinianus đã buộc phải lập lại hòa bình với Macrian vì cần đến sự hiện diện của Hoàng đế nhằm đối phó với một cuộc xâm lược vào Illyricum của người Quadi và Sarmatia.

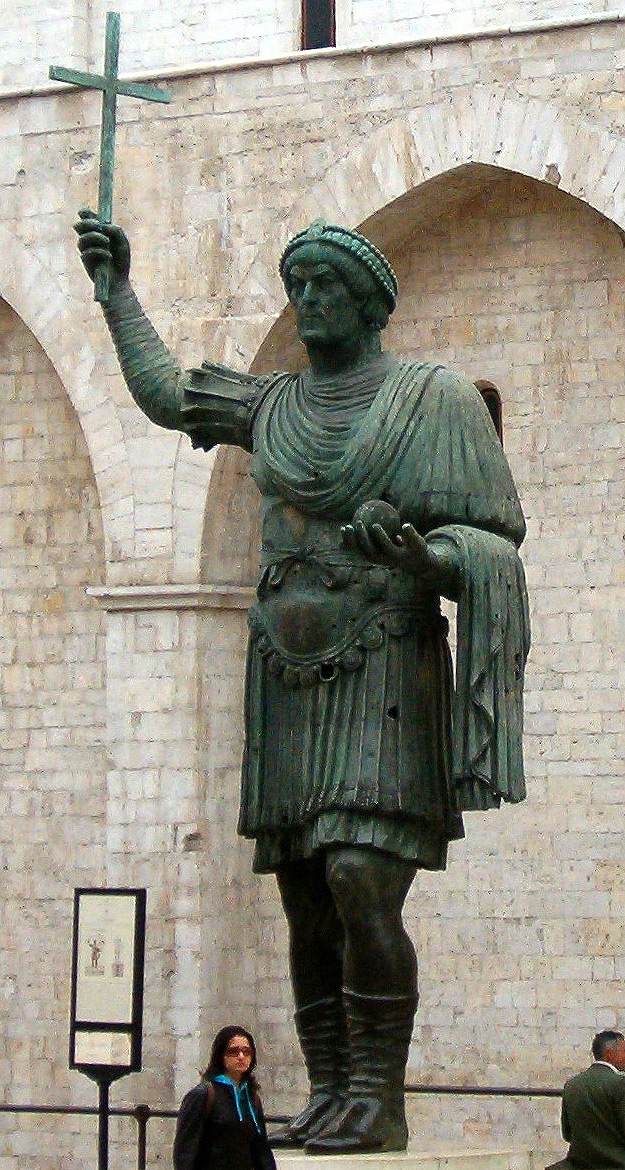
Chân dung một vị hoàng đế được mô tả trong Bức tượng khổng lồ của Barletta, rất có thể là Valentinianus I.

### Đại Âm Mưu
Năm 367, Valentinianus nhận được tin báo từ nước Anh là một lực lượng kết hợp của người Pict, Attacotti và Scotland đã giết Comes litoris Saxonici Nectaridus và Dux Britanniarum Fullofaudes. Đồng thời, các lực lượng người Frank và Saxon đã đánh phá những vùng ven biển của miền bắc xứ Gaul. Đế chế rơi vào nguy cơ mất kiểm soát đảo Anh hoàn toàn. Valentinianus hướng đến Anh, phái Comes domesticorum Severus tới trước ông để xem xét tình hình. Severus đã không thể ổn định được tình hình và trở lại Gaul, gặp Valentinianus tại Samarobriva. Valentinianus sau đó phái Jovinus tới Anh và thăng Severus làm Magister peditum. Vào thời điểm này, khi mà Valentinian ngã bệnh và một trận chiến về kế vị nổ ra giữa Severus, một đại diện của quân đội, và Rusticus Julianus, Magister memoriae và một đại diện của giới quý tộc Gallia. Tuy nhiên, Valentinianus sớm bình phục và bổ nhiệm Gratianus con trai của mình là đồng Augustus của mình ở phía tây. Ammianus nhận xét rằng một hành động như vậy là chưa từng có. Jovinus nhanh chóng quay trở lại và bẩm báo rằng ông cần nhiều binh lính hơn để có thể ổn định được tình hình. Trong năm 368 Valentinianus bổ nhiệm Theodosius làm Comes Britanniarum mới với các chỉ thị để đưa Britain quay trở lại dưới sự cai trị của La Mã. Trong khi đó, Severus và Jovinus đã đi theo hoàng đế trong chiến dịch của ông chống lại người Alamanni.
Theodosius đến nơi trong năm 368 với người Batavi, Heruli, Jovii và những quân đoàn Victores. Sau khi đổ bộ ở Rutupiæ, ông liền tiến đến Londinium,lập lại trật tự cho miền nam nước Anh. Sau đó, ông tập hợp những đội quân đồn trú còn lại mà đóng quân ở Anh, rõ ràng là các đơn vị đã mất sự gắn kết của họ khi Fullofaudes và Nectaridus bị đánh bại. Theodosius cho mời Civilis tới và đưa ông ta lên làm vicarius mới của khu vực và Dulcitius là một vị tướng trợ giúp. Năm 369, Theodosius hướng đến việc tái chiếm lại các khu vực phía Bắc London, dập tắt cuộc nổi loạn của Valentinus, anh rể của một vicarius khác, Maximinus. Sau đó, Theodosius khôi phục phần còn lại của Britain trở về đế chế và xây dựng lại nhiều công sự - đổi tên miền Bắc nước Anh là Valentia. Khi trở về vào năm 369, Theodosius đã được Valentinianus thăng lên làm Magister equitum thay thế vị trí của Jovinus.

### Cuộc nổi loạn ở Bắc Phi và những khủng hoảng trên sông Danube
Năm 372, cuộc nổi loạn của Firmus đã nổ ra ở các tỉnh châu Phi. Cuộc nổi loạn này xảy ra là bởi sự tham nhũng của Romanus. Romanus dính líu đến những vụ mâu thuẫn gây đổ máu giữa các con hợp pháp và ngoài giá thú của Nubel, một vị tiểu vương người Moor và là chư vương hàng đầu của La Mã tại Phi châu. Oán giận từ sự tham ô của Romanus và thất bại của ông ta trong việc bảo vệ các tỉnh khỏi những người du mục sa mạc là nguyên nhân khiến nổi dậy xảy ra. Valentinianus đã phái Theodosius tới để khôi phục lại sự kiểm soát của đế quốc. Trong hai năm tiếp theo, Theodosius phát hiện ra tội của Romanus, bắt ông ta và những kẻ ủng hộ, và đánh bại Firmus.

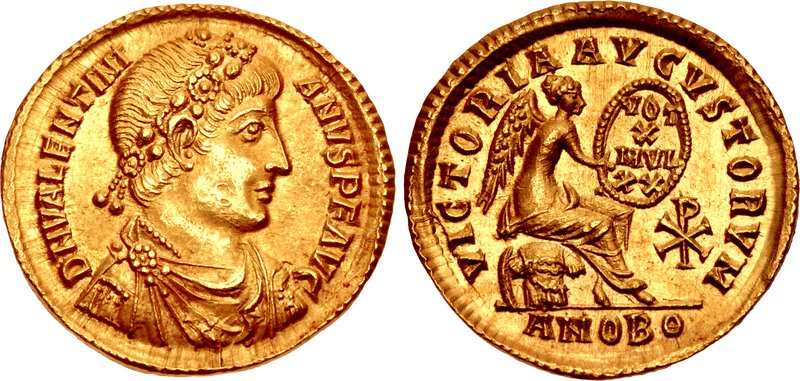
Đồng solidus của Valetian đúc tại Antioch năm 372, với mặt sau là thần chiến thắng đang ngồi một bên. Dòng chữ hai mặt lần lượt là D N VALENTINI ANVS P F AVG / VICTORIA AVGVSTORVM

Năm 373, tình trạng chiến tranh lại xảy ra với người Quadi, một nhóm người nói tiếng Đức sống trên ở khu vực thượng lưu Danube. Giống như người Alamanni, người Quadi đã bị xúc phạm vì Valentinianus đã cho xây dựng công sự trong lãnh thổ của họ. Họ phàn nàn và đã gửi đoàn đại diện nhưng đã bị phớt lờ bởi magister armorum per Illyricum Aequitius. Tuy nhiên, vào năm 373, việc xây dựng các pháo đài đã bị chậm tiến độ. Maximinus, nay là pháp quan thái thú của Gaul, sắp xếp với Aequitius để đề bạt Marcellianus con trai của ông và giao cho ông ta chịu trách nhiệm hoàn thành công trình. Sự phản đối các nhà lãnh đạo Quadi tiếp tục trì hoãn các công trình, và trong một cơn tức giận vì thất vọng, Marcellianus đã sát hại Gabinius, vua của người Quadi, tại một bữa tiệc có vẻ như được sắp xếp cho các cuộc đàm phán hòa bình. Điều này chọc giận người Quadi khiến họ gây chiến, cùng với các đồng minh của họ, người Sarmatia. Vào mùa thu, họ vượt qua sông Danube và bắt đầu tàn phá tỉnh Pannonia Valeria. Những kẻ cướp bóc này đã không thể xâm nhập vào thành phố đã được tăng cường, nhưng họ đã tàn phá nặng nề các vùng nông thôn không được bảo vệ. Hai quân đoàn đã được phái tới nhưng không thành công trong việc phối hợp và bị đánh tan tác bởi người Sarmatia. Trong khi đó, một nhóm người Sarmatia đã xâm lược Moesia, nhưng đã bị đánh đuổi bởi con trai của Theodosius, Dux Moesiae và sau này là hoàng đế Theodosius.
Valentinianus đã không nhận được tin tức về các cuộc khủng hoảng cho đến cuối năm 374. Mùa xuân năm sau, ông xuất phát từ Trier và đến Carnuntum, mà đã bị bỏ rơi. Ở đó, ông đã gặp đoàn đại sứ của người Sarmatia, những người cầu xin sự tha thứ cho hành động của họ. Valentinianus đã trả lời rằng ông sẽ điều tra những gì đã xảy ra và sẽ có biện pháp thích đáng. Valentinianus đã phớt lờ những việc làm tai hại của Marcellianus và quyết định trừng phạt người Quadi. Ông đã đi cùng với Sebastianus và Merobaudes, và đã dành những tháng mùa hè chuẩn bị cho chiến dịch. Vào mùa thu, ông đã vượt qua sông Danube tại Aquincum để tiến vào lãnh thổ của người Quadi Sau khi cướp bóc các vùng đất của người Quadi mà không có sự chống cự, ông quay về Savaria để trú đông.

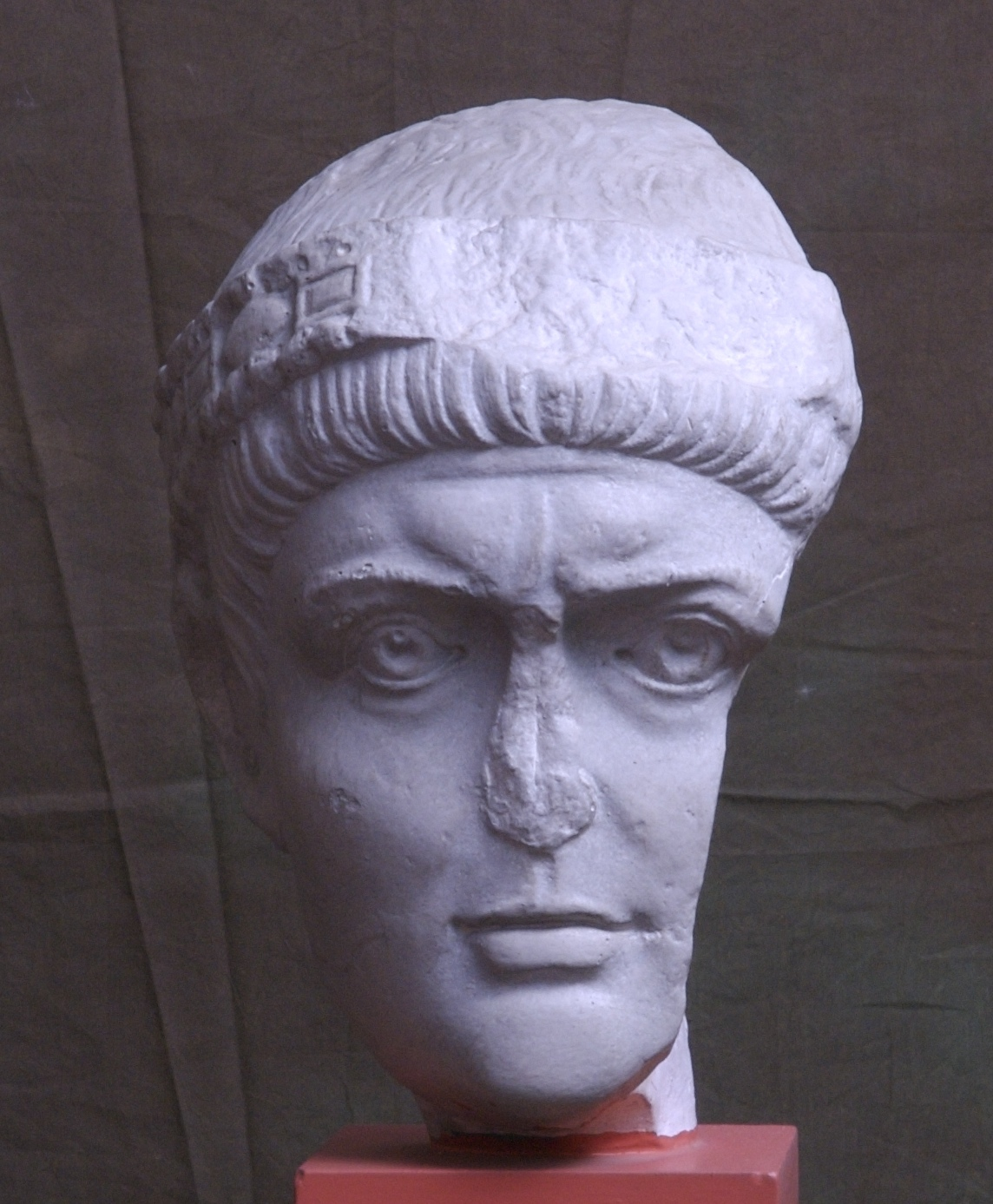
Tượng bán thân của Valentinianus I. Tượng nguyên bản bị hư hại nặng, phần dưới mặt được phỏng dựng và trùng tu lại.

Vào mùa xuân, ông quyết định tiếp tục chiến dịch và tiến quân từ Savaria tới Brigetio. Khi ông đến nơi vào ngày 17 tháng 11, ông đã tiếp một phái đoàn đến từ người Quadi. Để đổi lại việc cung cấp những tân binh cho quân đội La Mã, người Quadi đã được phép rút đi trong hòa bình. Tuy nhiên, trước khi các phái viên rời đi, họ đã cho phép tiếp kiến với Valentinianus. Các đại sứ nhấn mạnh rằng cuộc xung đột gây ra bởi việc xây dựng các pháo đài La Mã trong các vùng đất của họ, hơn nữa cá nhân những nhóm người Quadi không nhất thiết phải ràng buộc với các quy định của các tù trưởng, những người đã ký kết điều ước với những người La Mã - và do đó có thể tấn công những người La Mã tại bất kỳ thời điểm nào. Thái độ của các phái viên đã khiến Valentinianus tức giận tới mức ông bị đột quỵ, và kết thúc cuộc đời của mình

## Danh tiếng
Nhà sử học A.H.M. Jones có lời bàn rằng mặc dù ông "ít quê mùa" hơn so với đối thủ chính của ông cho cuộc bầu chọn tân Hoàng đế của Đế quốc, tuy vậy "Ngài là người có tính khí hung hãn và tàn bại, và Ngài không chỉ thiếu văn hóa, mà còn căm phẫn những kẻ lịch lãm", như Ammianus kể lại, "Ngài cũng chán ghét những bộ hoàng phục lộng lẫy và nền giáo dục chất lượng cao, cùng với sự xa hoa và việc sinh ra trong một gia đình gia giáo". Ông là một chiến binh thiện chiến và là một vị Quân vương có lương tâm, và luôn luôn quan tâm đến đời sống của các tầng lớp trung lưu - năm xưa chính cha của ông đã trỗi dậy từ tầng lớp này.